# HD 76700 b
HD 76700 b是一顆被發現於2002年的太陽系外行星，屬於熱木星，質量大約是木星的0.233倍，位於飛魚座。該行星與母恆星距離非常近，因此公轉週期少於4日。

## 外部連結
- . Exoplanets.   [2012-11-17]. （原始内容存档于2009-11-25）.